# الدوري التشيكوسلوفاكي 1968–69
الدوري التشيكوسلوفاكي 1968–69 هو الموسم 62 من الدوري التشيكوسلوفاكي ‏. أشرف على تنظيمه اتحاد جمهورية التشيك لكرة القدم، وكان عدد الأندية المشاركة فيه 14، وفاز فيه نادي سبارتاك ترنافا.